# (200396) 2000 RJ64
(200396) 2000 RJ64 es un asteroide perteneciente al cinturón de asteroides descubierto el 1 de septiembre de 2000 por el equipo del Lincoln Near-Earth Asteroid Research desde el Laboratorio Lincoln, Socorro, Nuevo México, Estados Unidos.

## Designación y nombre
Designado provisionalmente como 2000 RJ64.

## Características orbitales
2000 RJ64 está situado a una distancia media del Sol de 2,566 ua, pudiendo alejarse hasta 2,979 ua y acercarse hasta 2,154 ua. Su excentricidad es 0,160 y la inclinación orbital 12,97 grados. Emplea 1502,15 días en completar una órbita alrededor del Sol.

## Características físicas
La magnitud absoluta de 2000 RJ64 es 15,3. 